# Sempre tu/Grazie perché
Sempre tu/Grazie perché è un singolo di Pupo del 1977. La traccia Sempre tu è contenuta nell'album Gelato al cioccolato.

## Tracce
LATO A:
- Sempre tu (E. Ghinazzi-P. Barabani)

LATO B:
- Grazie perché (E. Ghinazzi-P. Barabani)